# ズィンミー
ズィンミー（アラビア語: ذمّي、Dhimmī）とは、イスラーム政権下における庇護民のこと。具体的には、ムスリム支配者の統治下に一定の保護を与えられたキリスト教徒やユダヤ教徒をはじめとする非ムスリムを指す。

## 概要
イスラーム草創期に預言者ムハンマドがアラビア半島の異教徒に庇護（ズィンマ ذمّة dhimma）を与えたことに始まる。続くアラブの大征服時代にアラブ戦士（アラブ・ムカーティラ）軍団は、中東全域から東はイラン高原、中央アジア、西はエジプトや北アフリカ、イベリア半島まで征服活動を続けたが、これらの征服を受けた地域の先住民たちはアラブ軍とイスラーム政権の下での庇護（ズィンマ）契約を結ぶこととなり、これらは全てズィンミーとして扱われた。各地に進出したアラブ・ムカーティラは現地勢力や戦争捕虜たちなどとアラブ社会でのパトロン・クライアント関係であるワラー関係（マワーリー）を結ぶことが常であったが、マワーリーがアラブ・ムカーティラの個人や部族が相手側の個人や集団と結ぶ契約に基づいたものであったの対し、ズィンミーはイスラーム政権として非ムスリムに対して与える社会的地位や生活権などの保護や権利に基づくものであった。その契約を結んだ対象の人々のことを「ズィンマの民」すなわちアフル・アル＝ズィンマ（アラビア語: اهل الذمّة、ahl al-dhimma）あるいはズィンミーと呼んだ。アラビア語「ズィンマ」は「庇護、保護」の意であり、そのためズィンミーは「被保護民」「庇護民」と訳される。
ズィンマ契約は、具体的には非ムスリムがムスリム統治者による統治に服従・協力し、非ムスリムとしての人頭税であるジズヤや地租であるハラージュを支払うことと引き換えに、生命・財産の安全と自らの宗教・信仰の自由が保障されることを原則としていた。
当初、ズィンミーの対象はクルアーンが述べる啓典の民に属すキリスト教徒とユダヤ教徒、「サービア教徒」のみであったが、イラン高原や中央アジア、北インドなどへも領土が拡大するに従い、状況に応じて「啓典の民」の範疇も拡大し、現地のゾロアスター教徒やヒンドゥー教徒および仏教徒などにも適用された。
ズィンミー制度の存在は、イスラームが非ムスリムと共存する仕組みを厳然として持っていることを示し、剣かコーランかという捉え方がイスラームの全体像として許容されない不公平でイスラモフォビアな捉え方であることを示している。それゆえ、ズィンミー制度は、「イスラームの寛容性」の象徴として取られることも多いが、しかしそれもまた一つの側面のみを誇大視しているといえる。なぜならば、ズィンミー制度では、ズィンミーへのイスラーム政権側からの庇護の条件として、ズィンミーが、イスラーム政権やムスリム住民に対して敵対的な行動を起こさない、自らの宗教施設を勝手に建設してはならない、自らの信仰や宗教をムスリム側に宣伝して改宗など勧誘してはならない、ムスリムに対抗して自らの宗教行為を行い、イスラーム政権やムスリム側に挑発や挑戦の行為をしてはならない、などズィンミーがイスラーム政権やムスリム住民に配慮する事も必須の義務事項として含まれており、ムスリム住民と比較して「不平等な共存」でもあったからである。つまり「イスラム教徒＞＞＞＞＞異教徒」を前提とするものであり、「共存」などとは到底いえないからである。詳細な権利制限や抑圧的な事例は以下に述べる。
ズィンミー制度が抑圧的な面を制度として持っている一方、各イスラーム王朝の裁量により、より多元的で平等に近いムスリムと非ムスリムの共存が可能になることもある。その例として、ムガル帝国においてはインド北部や中部のラージプート諸政権など支配領域内に多くの異教徒勢力を抱えていたこともあり、これらに対してジズヤの廃止が行われ、「完全な水準に近い程度の信教の自由」が保障されるなど、同時代の他のイスラーム諸政権に比べると「極めて寛大な」政策が採られていたと言える。
イスラーム草創期からウマイヤ朝、アッバース朝時代にはイスラーム政権内ではムスリムに対してズィンミー人口の方が多かったが、下記の政治的社会的圧迫等もあり、各地に根付いたアラブ人の子孫たちや改宗民やその子孫の増加によって徐々にムスリムが多数派となり、やがてこれらの地域ではズィンミーが少数派となって近代に到ることとなった。
近現代に至り、前近代から続くイスラーム政権のあった地域では、ヨーロッパとの接触と近代的（世俗的）国家建設の過程で多くはズィンミーの制度が廃止されるところも多かった。20世紀後半のイスラーム復興運動の過程で、ズィンミー制度の復活を掲げる勢力もあるものの、一方で、現在でも信教の完全な自由を擁護するリベラル派とも言えるムスリムが存在しているなど、ムスリムの側からこの「不平等な共存」に依らない動きも存在している。

## ズィンミーの権利とその制限
支配者が保護した学派・時代・地域によっても異なるため、一般的事実のみを記述する。正統カリフ・ウマルによるウマル憲章も参照。
布教の禁止イスラーム統治下のズィンミー身分に属する人間は、内面における自身の信教の自由を完全に保障され、宗教儀礼の執行も基本的に容認されているが、イスラーム教徒に対して自身の宗教を説いたり、改宗を勧めることはできない。違反した場合イスラーム政権や宗教としてのイスラームの権威を汚したとして死刑である。
宗教施設の修理・建造ズィンミーの利用する宗教施設については、その修理は許可されるが、新設は原則禁止である。ただし降伏協定に特別の定めがあった場合や支配者が許可した場合は例外的に認められることもあった。そのような場合でもムスリムの居住地域には宗教施設の新設は許されない。
結婚の制限ズィンミー身分に属する男性は、イスラム教徒の女性とセックスや結婚を行うことは許されない。もしそのような行為を行ったことが判明した場合、結婚は無効であり、セックスは例外なく婚外性交渉として死刑になる。そのためズィンミー同士の夫婦であっても、妻がイスラム教に改宗した場合、夫は改宗か離婚かを強制的に選択させられる。対してムスリム男性がズィンミー女性と結婚・セックスすることに対しては、このような制約は存在しない。
ジズヤズィンミーは彼らの享受する権利の引き換えとして、ジズヤと呼ばれる特別の税金を払わねばならない。これは社会的にムスリムに比べて劣位にあるズィンミーにとっては負担でもあり、またイスラームに対する屈服の証でもあった。税金そのものだけでなく、その徴収の過程においてもズィンミーに屈辱を与える仕掛けを用意する場合もあった。ジズヤの納税は、地方の有力者のもとに納税者が直接届けにいくことが多いが、その際に、公衆の面前で暴力を振るわれたり、侮辱されることもあった。これは「異教徒はイスラム教徒よりも下である」という、一種のデモンストレーションであった。ただし以下に述べるように、それに対して明確な反対意見を述べたムスリムの学者が存在する。非ムスリムは軍役が免除されるため、その代償という面もある。
衣類と武装ズィンミー身分に属する者は、武器の携帯が禁止される。地域、時代によっては馬やラクダへの騎乗が禁止された（ラバやロバへの騎乗は許された）。更に地域や時代によってはムスリムと区別するためにズィンミーは宗派ごとにギヤールやズンナールなどの特徴的な衣服を強制された。
宗教儀礼の制限ズィンミーは自身の宗教の儀礼や礼拝を行う権利を基本的は保障されるが、そこにはいくつかの制限がある。大声での礼拝や教会の鐘を高く鳴らす行為、十字架などの宗教的シンボルを見せびらかすなど、ムスリムの前で信仰を誇示するような行為は厳しく制限される。
イスラーム批判の禁止イスラム国家ではイスラームの優越性の原則により体制が成立しているため、ズィンミーに対してもムスリム同様イスラム教とその預言者ムハンマド、聖典コーランに関する批判は一切禁止され、違反した場合死刑に処される。一方ムスリムがズィンミーの信仰を批判・侮辱することはイスラームの優越性の原則により許される。
司法上の権利刑法上イスラム教徒よりズィンミーの命や権利は軽いものとされることが多い。また、ズィンミー身分に属する人間は、法廷での証言に関してムスリムよりも低い価値しかないと見なされる。
生活に関する制限ズィンミーの一般生活に関しても、いくつかの制限が存在する。まず、ムスリムと非ムスリムが街頭で出会った場合、ズィンミーはムスリムに先に挨拶し、道を譲らなければならない。ズィンミーがムスリムの前で酒や豚などの飲食物を摂取することは望ましくないとされた。またズィンミーの住居がムスリムの住居より大きいのも、望ましくないとされる。ズィンミー身分に属する者の葬儀、埋葬は密かに行うべきとされ、遺族や友人の嘆き悲しむ声をムスリムに聞かせるべきではないとされる。
政治的権利イスラーム法において、ムスリムは非ムスリムの下位に立ってはならないという原則がある。そのためズィンミーがイスラーム政権の高位高官に昇るのは厳密に言えばイスラーム法の原則にそむいている。しかし実際の前近代イスラム世界では、ズィンミー身分からもいくらかの高位高官を抜擢した政権が存在する。ただし、ズィンミーがイスラム教徒に比べて政治的劣位に置かれるという原則は普遍的であった。
改宗の制限ズィンミーが元の宗教およびイスラーム以外の宗教に改宗することは時代と地域によっては禁じられる場合があった。また、彼らがイスラームに改宗し、後に再び元の宗教に戻ったことが発覚した場合は、背教罪として死刑に処される。
利敵行為の禁止ズィンミーがイスラームの支配者が敵と認めた勢力を支援することは禁止され、違反した場合庇護契約違反として契約を破棄する原因とできる。

## ズィンミーと強制改宗
原理上、イスラーム法では「宗教に無理強いは禁物」というコーランの文言を根拠に、ズィンミーに対する強制改宗を明確に禁止している。現実の歴史からしても、キリスト教世界における非キリスト教徒への弾圧や、日本におけるキリシタンへの弾圧に伴う強制改宗と対比して、イスラム世界では少なくとも非ムスリムの存在自体は許容し、直接的な強制改宗は控えるなど宗教的マイノリティーへの直接的強制改宗をよく防いできた。
ただしワッハーブ派の一部を含む過激派・原理主義者は、この条文は多神教者や無神論者には当てはまらないとしている。
また現実の統治においては、例は少ないとはいえ、ズィンミーに対する強制改宗が行われる場合もあった。とりわけ12世紀以降のアルアンダルスにおけるユダヤ人とクリスチャンへの迫害は厳しいものだった。イスラーム法では棄教は基本的に死刑とされているため、強制改宗させられた側が元の宗教に復帰する場合はそれがコーランの条文に叛く明白な強制改宗であったことを立証することが必要であり、マイモニデスはこれを行った。
他にもアウラングゼーブ時代には『剣かコーランか』という要求がヒンドゥー教徒や仏教徒に対して突きつけられた。

## ズィンミーへの嫌がらせ・侮辱とそれへの禁止意見
イスラム法学者とクルアーン解釈者は、ジズヤの支払いのときの作法について異なる意見を持っている。法学者たちはズィンミーに対してより温情を持ち、かつ現実主義的なのに対し、コーランの解釈者達はジズヤの徴収時の屈辱的な手続きについて言及するのが普通である 。このことだけからもすでに分かるように、イスラームにおける非ムスリムとの共存には多様な見解があり、剣かコーランかというのが事実の一部のみを極大化したイスラモフォビアであることがわかる。

### クルアーン解釈者の意見
イブン・カスィールはクルアーン第9章29節の解釈において以下のように記す。
フリードマンが見るところによれば、クルアーンの章句のうちのいくつかはイスラームが他のすべての宗教を圧倒して広まるという目的を助けるため、ムスリムが侮辱と惨めさを非ムスリムに与えることを要求している 。14世紀のエジプトの学者イブン・ナッカーシュが述べるところによれば、「生まれる前のこの世界の不信仰者に対するさげすみは―それが彼らのロットである場所―敬虔な行動である。」名誉が重大な役割を持つ社会では、ズィンミーへの誹謗は彼らをもっとも低いレベルの生活に貶め、上層のズィンミーから多くの改宗者を出させると考えられている。 バーナード・ルイス曰く、:
。
多くのイスラームの学者によって述べられているように、ジズヤは屈辱的な方法で徴収されなくてはならない。:
学者の中には、この儀礼をクルアーンの第9章29節の解釈と明確に結びつけるものもいる。すなわちジズヤは単なる税ではなく、ズィンミーの屈服の証でもあるとする。
ムハンマドの物とされる文言を引きながら（サヒーフ・ムスリム ）、18世紀の学者 ハサン・カフラーウィーは以下のように勧める。「もしあなたがたムスリムが彼らズィンミーの内の一人と道であったなら、最も狭く窮屈な場所へと彼らを追いやりなさい。」
ムスリムによる資料と中近東へのヨーロッパ人の旅行者の記録は共に、ズィンミー、とりわけユダヤ教徒に対する侮辱と攻撃があったことを述べている。イスラム教徒の子供たちにとって、ズィンミーに石を投げつけるのは昔から今日に至るまでイスラム世界の多くの地で楽しい遊びであった。
ズィンミー共同体の代表者によって個人からジズヤが徴収されたオスマン帝国では、年毎のジズヤの貢納儀式は踏襲されなかった。
公式の場でも日常でも、ズィンミーはしばしば侮蔑的な名称で呼ばれた。オスマン帝国では、ズィンミーの公式な名称は“raya”で、これは牛の群れを意味した。ムスリム同士の会話では、“猿野郎共”はユダヤ教徒をあらわす普通の語であり、キリスト教徒はしばしば“豚野郎共”と呼ばれた。この動物との対応関係は、クルアーンの章句で啓典の民（ユダヤ教徒とキリスト教徒）の一部が猿と豚に変えられてしまったことに由来する。（コーラン第5章60節）

### 法学者の見解
課税に関する古典的な論文を書いたアブー・ウバイドは、ジズヤの課税がズィンミーの経済的能力を超えたり、ズィンミーの負担となるようなことはあるべきではないと考えた。カリフ、ハールン・アッラシードの主席判事であった法学者のアブー・ユースフはジズヤの徴収の方法に関する次のような判決を下した。

## ズィンミー制度と反ユダヤ主義
ズィンミー制度はキリスト教国などでの、より露骨な反ユダヤ主義とは一線を引いている。ただし、現在イスラエルなどに居住する東方ユダヤ人の証言などによると、この「穏健な反ユダヤ主義」は、ユダヤ人にとっては時に恐怖と屈辱を招きうるものであった。
しかしながら、多くのイスラム国家におけるユダヤ人の扱いは、全般的にみれば、ポーランドなどを除くキリスト教の多くの諸国に比べて恵まれていた。

## ズィンミー制度の残滓とイスラム教国での異教徒差別
ズィンミー制度の残滓は現在のイスラム教国でも場合によっては残存しており、イラン、サウジアラビア、アフガニスタンなどではシャリーアが国法となっているため異教徒はズィンミーと同様の地位に置かれているとされている。保守派ムスリムの中にはイスラム教徒の支配する国では異教徒の人権は制限されて当然であり、差別待遇の改善を求めることなど反イスラム行為であって許されないと述べる者もいる。

## ズィンミーの特権
異教徒であるズィンミーはイスラム法での禁止事項が適用されない一種の特権を持っている場合がある。
イスラム教では飲酒が禁止されておりアラビア半島のイスラム国家には酒を違法としている国が多いが現実にはイスラム教徒の飲酒は珍しくない。
ズィンミーは飲酒や酒の製造を行うことが出来るため、イスラム教徒に対して酒の販売を行っているからである。
酒造業はズィンミーだけに許された産業であり、古い時代から酒の製造はズィンミー社会の重要な産業であった。
パレスチナ自治区の中のタイベ村はイスラム社会の中にあるキリスト教徒の村でイスラム法で禁止されている飲酒や酒類の製造が認められている。
酒の製造販売が法律で禁止されているパレスチナの中にビールメーカーが存在しており「パレスチナ ビール」「タイベビール」として日本にも輸入されている。